# Saison 2017-2018 du Paris Saint-Germain
 (août 2022).
Si vous disposez d'ouvrages ou d'articles de référence ou si vous connaissez des sites web de qualité traitant du thème abordé ici, merci de compléter l'article en donnant les références utiles à sa vérifiabilité et en les liant à la section « Notes et références ».
Maillots
Chronologie
Saison précédente Saison suivante
La saison 2017-2018 du Paris Saint-Germain est la 48e saison de son histoire et la 44e en première division. 

## Résumé de la saison

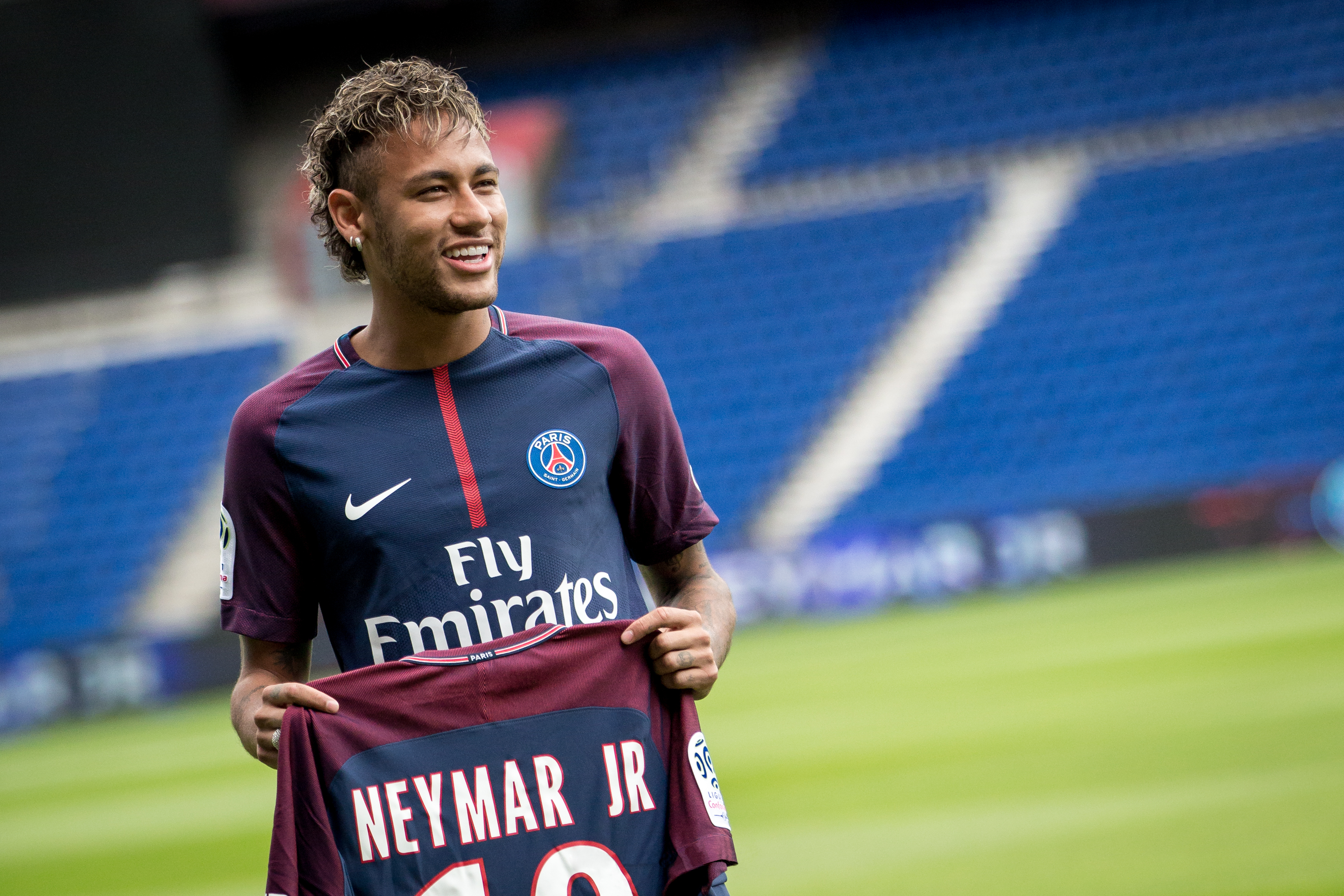
La star brésilienne Neymar arrive à Paris en août 2017 pour 222 millions d'euros.

La saison 2017-2018 affiche plusieurs objectifs : la reconquête du titre de champion de France et la volonté d'effacer la remontada face au FC Barcelone en passant le cap des quarts de finale de la Ligue des champions.
Pour ce faire, les propriétaires qatariens décident tout d'abord d'apporter des changements au niveau de la direction sportive. Ainsi, Maxwell, qui vient tout juste de raccrocher les crampons, intègre l'organigramme en tant que « coordinateur sportif », tout comme le Portugais Antero Henrique du FC Porto qui remplace Olivier Létang au poste de directeur sportif. Patrick Kluivert, arrivé au club un an plus tôt, est remercié et son poste de « directeur du football » est supprimé. Dans la foulée, le PSG recrute deux latéraux : l'Espagnol Yuri Berchiche et le Brésilien Dani Alves.
Le club parisien passe ensuite dans une autre dimension en réalisant le « transfert du siècle », l'attaquant du FC Barcelone Neymar signe pour 222 millions d'euros, montant record dans l'histoire du football. Le PSG termine son incroyable mercato estival en recrutant le très jeune prodige Kylian Mbappé grâce à un prêt avec option d'achat obligatoire de 145 millions d'euros (et 35 millions d'euros de bonus) ce qui constitue le deuxième montant record derrière Neymar. Du côté des départs, le gardien Salvatore Sirigu est libéré de son contrat, Blaise Matuidi est vendu à la Juventus et Serge Aurier à Tottenham. Ce dernier sera rejoint 6 mois plus tard par Lucas Moura La saison commence bien avec une victoire 2-1 au Trophée des champions 2017 face à l'AS Monaco, le club qui priva le PSG d'un cinquième championnat consécutif. Cependant, malgré les sommes investies et un excellent parcours en phase de groupe de la Ligue des champions (avec 5 victoires en 6 matchs dont un 3-0 à domicile contre le Bayern Munich, ainsi que 25 buts inscrits battant de ce fait le précédent record), le PSG se fait à nouveau éliminer au stade des huitièmes de finale de la compétition, cette fois-ci face au Real Madrid alors double tenant du titre et futur vainqueur de la compétition.
Le PSG remporte son septième championnat le 15 avril 2018 en écrasant 7-1 le champion en titre monégasque au Parc des Princes, ainsi que la huitième Coupe de la Ligue de son histoire (la cinquième d'affilée) toujours contre Monaco. Le PSG réalise un troisième quadruplé national avec la Coupe de France face à la grosse surprise de l'édition : Les Herbiers.

## Préparation d'avant-saison
La saison 2017-2018 du Paris Saint-Germain débute officiellement le mardi 4 juillet 2017 avec la reprise de l'entraînement au Camp des Loges.

## Transferts

### Transferts estivaux
| Nom                      | Nationalité   | Poste     | Transfert                            | Provenance/Destination | Division             |
| ------------------------ | ------------- | --------- | ------------------------------------ | ---------------------- | -------------------- |
| Arrivées                 |               |           |                                      |                        |                      |
| Neymar Jr                | Brésil        | Attaquant | Transfert (222 millions d'euros)     | FC Barcelone           | Liga                 |
| Yuri Berchiche           | Espagne       | Défenseur | Transfert (13+3 millions d'euros)    | Real Sociedad          | Liga                 |
| Daniel Alves             | Brésil        | Défenseur | Rupture de contrat                   | Juventus FC            | Serie A              |
| Isaac Hemans             | Ghana         | Défenseur | Fin de contrat                       | Olympique lyonnais B   | National 2           |
| Kylian Mbappé            | France        | Attaquant | transfert (145+35 millions d'euros)  | AS Monaco              | Ligue 1              |
| Jean-Christophe Bahebeck | France        | Attaquant | Retour de prêt                       | Delfino Pescara        | Serie A              |
| Odsonne Édouard          | France        | Attaquant | Retour de prêt                       | Toulouse FC            | Ligue 1              |
| Romain Habran            | France        | Milieu    | Retour de prêt                       | US Boulogne            | National             |
| Gustavo Hebling          | Brésil        | Milieu    | Retour de prêt                       | PEC Zwolle             | Eredivisie           |
| Jonathan Ikoné           | France        | Attaquant | Retour de prêt                       | Montpellier HSC        | Ligue 1              |
| Jesé                     | Espagne       | Attaquant | Retour de prêt                       | UD Las Palmas          | Liga                 |
| Wilfried Kanga           | Côte d'Ivoire | Attaquant | Retour de prêt                       | US Créteil-Lusitanos   | National             |
| Youssouf Sabaly          | France        | Défenseur | Retour de prêt                       | Girondins de Bordeaux  | Ligue 1              |
| Salvatore Sirigu         | Italie        | Gardien   | Retour de prêt                       | CA Osasuna             | Liga                 |
| Colin Dagba              | France        | Défenseur | Premier contrat professionnel        | PSG B                  | National 2           |
| Moussa Diaby             | France        | Milieu    | Premier contrat professionnel        | PSG B                  | National 2           |
| Azzedine Toufiqui        | France        | Milieu    | Premier contrat professionnel        | PSG B                  | National 2           |
| Timothy Weah             | États-Unis    | Attaquant | Premier contrat professionnel        | PSG B                  | National 2           |
| Départs                  |               |           |                                      |                        |                      |
| Serge Aurier             | Côte d'Ivoire | Défenseur | Transfert (25+2 millions d'euros)    | Tottenham Hotspur      | Premier League       |
| Blaise Matuidi           | France        | Milieu    | Transfert (20+10,5 millions d'euros) | Juventus FC            | Serie A              |
| Jean-Kévin Augustin      | France        | Attaquant | Transfert (16 millions d'euros)      | RB Leipzig             | Bundesliga           |
| Youssouf Sabaly          | France        | Défenseur | Transfert (4 millions d'euros)       | Girondins de Bordeaux  | Ligue 1              |
| Wilfried Kanga           | Côte d'Ivoire | Attaquant | Transfert (200 000 euros)            | Angers SCO             | Ligue 1              |
| Gustavo Hebling          | Brésil        | Milieu    | Transfert (montant inconnu)          | Portimonense SC        | LigaPro              |
| Jean-Christophe Bahebeck | France        | Attaquant | Prêt                                 | FC Utrecht             | Eredivisie           |
| Odsonne Édouard          | France        | Attaquant | Prêt                                 | Celtic FC              | Scottish Premiership |
| Gonçalo Guedes           | Portugal      | Attaquant | Prêt                                 | Valence CF             | Liga                 |
| Jonathan Ikoné           | France        | Milieu    | Prêt                                 | Montpellier HSC        | Ligue 1              |
| Jesé                     | Espagne       | Attaquant | Prêt                                 | Stoke City FC          | Premier League       |
| Grzegorz Krychowiak      | Pologne       | Milieu    | Prêt                                 | West Bromwich Albion   | Premier League       |
| Gaëtan Robail            | France        | Attaquant | Prêt                                 | Cercle Bruges          | Division 1B          |
| Roli Pereira De Sa       | France        | Milieu    | Rupture de contrat                   | FC Nantes              | Ligue 1              |
| Salvatore Sirigu         | Italie        | Gardien   | Rupture de contrat                   | Torino FC              | Serie A              |
| Maxwell                  | Brésil        | Défenseur | Fin de contrat                       | Retraite               | Retraite             |

### Transferts hivernaux
| Nom            | Nationalité | Poste     | Transfert                           | Provenance/Destination | Division           |
| -------------- | ----------- | --------- | ----------------------------------- | ---------------------- | ------------------ |
| Arrivée        |             |           |                                     |                        |                    |
| Lassana Diarra | France      | Milieu    | Rupture de contrat (libre)          | Al-Jazira Club         | Arab Gulf League   |
| Gaëtan Robail  | France      | Attaquant | Retour de prêt                      | Cercle Bruges          | Division 1B        |
| Départs        |             |           |                                     |                        |                    |
| Lucas Moura    | Brésil      | Milieu    | Transfert (28,4+4 millions d'euros) | Tottenham Hotspur      | Premier League     |
| Romain Habran  | France      | Milieu    | Transfert (montant inconnu)         | Royal Antwerp FC       | Jupiler Pro League |
| Yohan Demoncy  | France      | Milieu    | Prêt                                | US Orléans             | Ligue 2            |
| Rémy Descamps  | France      | Gardien   | Prêt                                | Tours FC               | Ligue 2            |
| Moussa Diaby   | France      | Attaquant | Prêt                                | FC Crotone             | Serie A            |
| Alec Georgen   | France      | Défenseur | Prêt                                | AZ Alkmaar             | Eredivisie         |
| Gaëtan Robail  | France      | Attaquant | Prêt                                | Valenciennes FC        | Ligue 2            |

## Compétitions
| Championnat de France | Ligue des champions                                | Coupe de France                        | Coupe de la Ligue                  | Trophée des champions              |
| --------------------- | -------------------------------------------------- | -------------------------------------- | ---------------------------------- | ---------------------------------- |
| Vainqueur 93 points   | Huitièmes de finale face au Real Madrid (3-1, 1-2) | Vainqueur face à Les Herbiers VF (0-2) | Vainqueur face à l'AS Monaco (3-0) | Vainqueur face à l'AS Monaco (1-2) |
| 29V 6N 3D             | 5V 0N 3D                                           | 6V 0N 0D                               | 4V 0N 0D                           | 1V 0N 0D                           |
| TOTAL: 45V 6N 6D      |                                                    |                                        |                                    |                                    |

### Championnat
La Ligue 1 2017-2018 est la quatre-vingtième édition du championnat de France de football et la seizième sous l'appellation « Ligue 1 ». La division oppose vingt clubs en une série de trente-huit rencontres. Les meilleurs de ce championnat se qualifient pour les coupes d'Europe que sont la Ligue des Champions (le podium) et la Ligue Europa (le quatrième et les vainqueurs des coupes nationales). Le Paris Saint-Germain participe à cette compétition pour la quarante-cinquième fois de son histoire et la quarante-quatrième fois de suite depuis la saison 1974-1975, ce qui constitue un record au niveau national.

#### Journées 16 à 19
| Rang | Équipe                 | Pts | J  | G  | N | P | Bp | Bc | Diff |
| ---- | ---------------------- | --- | -- | -- | - | - | -- | -- | ---- |
| 1    | Paris Saint-Germain    | 50  | 19 | 16 | 2 | 1 | 58 | 15 | +43  |
| 2    | AS Monaco FC           | 41  | 19 | 13 | 2 | 4 | 46 | 19 | +27  |
| 3    | Olympique lyonnais     | 41  | 19 | 12 | 5 | 2 | 46 | 20 | +26  |
| 4    | Olympique de Marseille | 38  | 19 | 11 | 5 | 3 | 38 | 22 | +16  |
| 5    | FC Nantes              | 33  | 19 | 10 | 3 | 6 | 18 | 18 | 0    |

#### Classement
| Rang | Équipe                    | Pts | J  | G  | N  | P  | Bp  | Bc | Diff | Qualification ou relégation                                             |
| ---- | ------------------------- | --- | -- | -- | -- | -- | --- | -- | ---- | ----------------------------------------------------------------------- |
| 1    | Paris Saint-Germain S L C | 93  | 38 | 29 | 6  | 3  | 108 | 29 | +79  | Qualification pour la phase de groupes de la Ligue des champions        |
| 2    | AS Monaco T               | 80  | 38 | 24 | 8  | 6  | 85  | 45 | +40  | Qualification pour la phase de groupes de la Ligue des champions        |
| 3    | Olympique lyonnais        | 78  | 38 | 23 | 9  | 6  | 87  | 43 | +44  | Qualification pour la phase de groupes de la Ligue des champions        |
| 4    | Olympique de Marseille    | 77  | 38 | 22 | 11 | 5  | 80  | 47 | +33  | Qualification pour la phase de groupes de la Ligue Europa               |
| 5    | Stade rennais FC          | 58  | 38 | 16 | 10 | 12 | 50  | 44 | +6   | Qualification pour la phase de groupes de la Ligue Europa               |
| 6    | Girondins de Bordeaux     | 55  | 38 | 16 | 7  | 15 | 53  | 48 | +5   | Qualification pour le deuxième tour de qualification de la Ligue Europa |
| 7    | AS Saint-Étienne          | 55  | 38 | 15 | 10 | 13 | 47  | 50 | −3   |                                                                         |

#### Évolution du classement et des résultats
| Rang     | 5 | 2 | 1 | 1 | 1 | 1 | 1 | 1 | 1 | 1 | 1 | 1 | 1 | 1 | 1 | 1 | 1 | 1 | 1 | 1 | 1 | 1 | 1 | 1 | 1 | 1 | 1 | 1 | 1 | 1 | 1 | 1 | 1 | 1 | 1 | 1 | 1 | 1 | 36 |   |   |
| Résultat | G | G | G | G | G | G | N | G | G | N | G | G | G | G | G | D | G | G | G | G | G | D | G | G | G | G | G | G | G | G | G | N | G | G | N | N | D | N | —  | — | — |

### Ligue des champions
La Ligue des champions 2017-2018 est la 63e édition de la Ligue des champions, la plus prestigieuse des compétitions européennes inter-clubs. Elle est divisée en deux phases, une phase de groupes, qui consiste en huit mini-championnats de quatre équipes par groupe, les deux premiers poursuivant la compétition et le troisième étant repêché en seizièmes de finale de la Ligue Europa.

#### Phase de groupes
| Rang | Équipe              | Pts | J | G | N | P | Bp | Bc | Diff |  | Résultats (▼ dom., ► ext.) |     |     |     |     |
| ---- | ------------------- | --- | - | - | - | - | -- | -- | ---- |  | -------------------------- | --- | --- | --- | --- |
| 1    | Paris Saint-Germain | 15  | 6 | 5 | 0 | 1 | 25 | 4  | +21  |  | Paris Saint-Germain        |     | 3-0 | 7-1 | 5-0 |
| 2    | Bayern Munich       | 15  | 6 | 5 | 0 | 1 | 13 | 6  | +7   |  | Bayern Munich              | 3-1 |     | 3-0 | 3-0 |
| 3    | Celtic FC           | 3   | 6 | 1 | 0 | 5 | 5  | 18 | -13  |  | Celtic FC                  | 0-5 | 1-2 |     | 0-1 |
| 4    | RSC Anderlecht      | 3   | 6 | 1 | 0 | 5 | 2  | 17 | -15  |  | RSC Anderlecht             | 0-4 | 1-2 | 0-3 |     |

### Coupe de la Ligue
La coupe de la Ligue 2017-2018 est la 24e édition de la Coupe de la Ligue, compétition à élimination directe organisée par la Ligue de football professionnel (LFP) depuis 1994, qui rassemble uniquement les clubs professionnels de Ligue 1, Ligue 2 et National. Depuis 2009, la LFP a instauré un nouveau format de coupe plus avantageux pour les équipes qualifiées pour une coupe d'Europe avec une entrée en huitièmes de finale, ce qui est le cas pour le PSG. Le Paris Saint-Germain remet son titre de Coupe de la Ligue en jeu pour la quatrième fois consécutive, après les éditions 2014, 2015, 2016 et 2017. Le club parisien détient le record de victoires, au nombre de sept, dans cette compétition, à quatre unités devant l'Olympique de Marseille et les Girondins de Bordeaux.

### Coupe de France
La coupe de France 2017-2018 est la 101e édition de la coupe de France, une compétition à élimination directe mettant aux prises tous les clubs de football amateurs et professionnels à travers la France métropolitaine et les DOM-TOM. Elle est organisée par la FFF et ses ligues régionales. Le tenant du titre est le PSG qui l'a gagné 3 fois consécutivement (depuis 2015).

## Joueurs et encadrement technique

### Encadrement technique

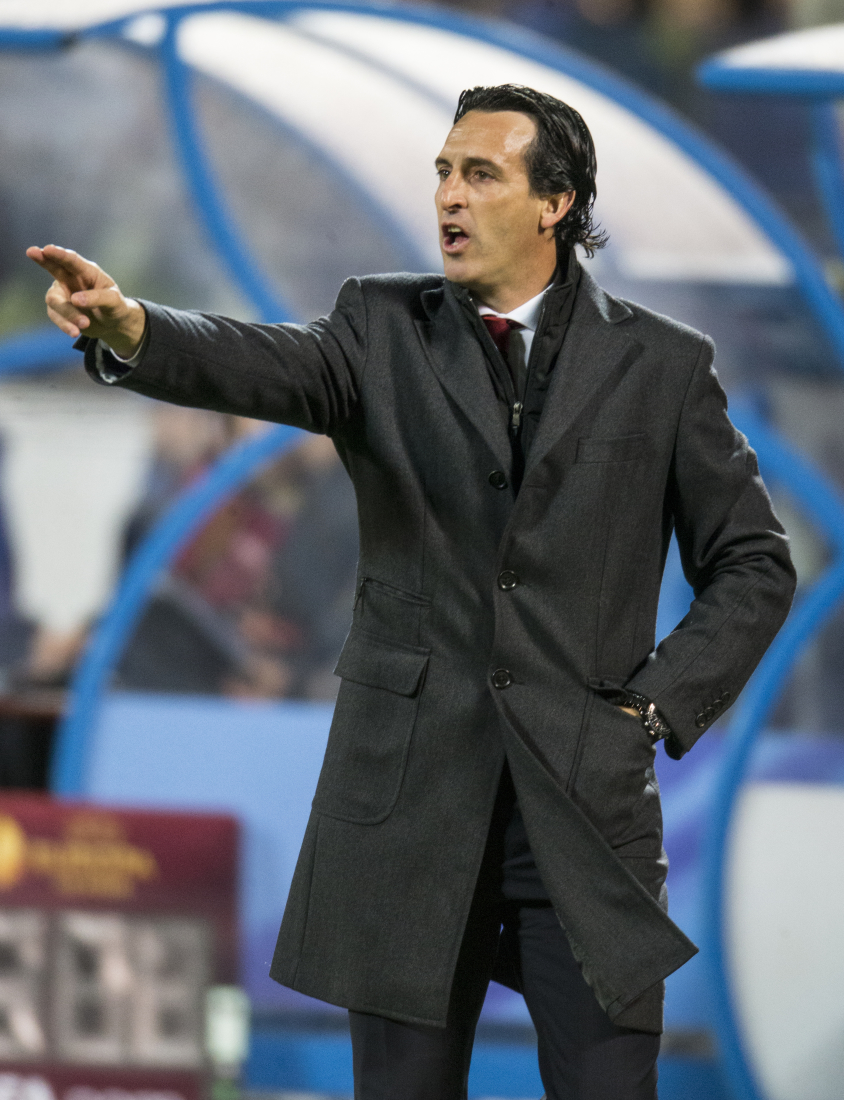
Unai Emery, lors de son passage au FC Séville.

L'équipe parisienne est entraînée par l'Espagnol Unai Emery. Entraîneur de 46 ans, il commence sa carrière en 1990 dans le club basque de la Real Sociedad puis poursuit son parcours principalement dans les divisions inférieures espagnoles : au CD Toledo, au Racing de Ferrol, au CD Leganés puis enfin au Lorca Deportiva où il raccroche les crampons. Évoluant au poste de milieu de terrain, il effectue plus d'une centaine d'apparitions dans ces cinq clubs avec à la clef une dizaine de buts sans pour autant gagner le moindre titre. Il décide alors en 2004 d'entreprendre une carrière d'entraîneur au Lorca puis au UD Almería en 2006 où il réussit à monter en première division. Passant à un niveau supérieur avec le FC Valence en 2008, il place le club valencien très régulièrement sur le podium de la Liga espagnole. Il fait également de la Ligue Europa sa spécialité en la remportant trois fois durant son passage au FC Séville entre 2013 et 2016, ce qui en fait l'entraîneur le plus titré dans cette compétition. Par ailleurs, il est élu comme étant le quatrième meilleur entraîneur au monde en 2015 par l'IFFHS. Il est nommé fin juin 2016 comme le successeur de Laurent Blanc à la tête de l'équipe parisienne.

### Effectif professionnel
Le tableau suivant liste l'effectif professionnel du PSG pour la saison 2017-2018.

### Joueurs prêtés
| N° | Nat. | Nom                 | Club en prêt         | Compétition          | Championnat | Championnat | Championnat | Championnat  | Coupe d'Europe | Coupe d'Europe | Coupe d'Europe | Coupe d'Europe | Coupes nationales | Coupes nationales | Coupes nationales | Coupes nationales | Total | Total | Total  | Total        |
| N° | Nat. | Nom                 | Club en prêt         | Compétition          | MJ          | B           | Averti      | Carton rouge | MJ             | B              | Averti         | Carton rouge   | MJ                | B                 | Averti            | Carton rouge      | MJ    | B     | Averti | Carton rouge |
| -- | ---- | ------------------- | -------------------- | -------------------- | ----------- | ----------- | ----------- | ------------ | -------------- | -------------- | -------------- | -------------- | ----------------- | ----------------- | ----------------- | ----------------- | ----- | ----- | ------ | ------------ |
| 7  |      | Gonçalo Guedes      | Valence CF           | Liga                 | 26          | 4           | 0           | 0            | -              | -              | -              | -              | 5                 | 1                 | 0                 | 0                 | 31    | 5     | 0      | 0            |
| 9  |      | Jonathan Ikoné      | Montpellier HSC      | Ligue 1              | 11          | 1           | 0           | 0            | -              | -              | -              | -              | 2                 | 1                 | 0                 | 0                 | 13    | 2     | 0      | 0            |
| 9  |      | Gaëtan Robail       | Valenciennes FC      | Ligue 2              | 9           | 2           | 0           | 0            | -              | -              | -              | -              | 0                 | 0                 | 0                 | 0                 | 0     | 0     | 0      | 0            |
| 11 |      | Jesé                | Stoke City FC        | Premier League       | 13          | 1           | 0           | 0            | -              | -              | -              | -              | 0                 | 0                 | 0                 | 0                 | 13    | 1     | 0      | 0            |
| 19 |      | Moussa Diaby        | FC Crotone           | Serie A              | 2           | 0           | 0           | 0            | -              | -              | -              | -              | 0                 | 0                 | 0                 | 0                 | 2     | 0     | 0      | 0            |
| 20 |      | Grzegorz Krychowiak | West Bromwich Albion | Premier League       | 24          | 0           | 0           | 0            | -              | -              | -              | -              | 3                 | 0                 | 0                 | 0                 | 28    | 0     | 0      | 0            |
| 21 |      | J.-C. Bahebeck      | FC Utrecht           | Eredivisie           | 6           | 3           | 0           | 0            | 1              | 0              | 0              | 0              | 0                 | 0                 | 0                 | 0                 | 7     | 3     | 0      | 0            |
| 21 |      | Gaëtan Robail       | Cercle Bruges        | Division 1B          | 7           | 0           | 0           | 0            | -              | -              | -              | -              | 1                 | 0                 | 0                 | 0                 | 8     | 0     | 0      | 0            |
| 22 |      | Odsonne Édouard     | Celtic FC            | Scottish Premiership | 19          | 6           | 0           | 0            | 3              | 0              | 0              | 0              | 3                 | 2                 | 0                 | 0                 | 25    | 8     | 0      | 0            |
| 24 |      | Yohan Demoncy       | US Orléans           | Ligue 2              | 9           | 1           | 0           | 0            | -              | -              | -              | -              | 0                 | 0                 | 0                 | 0                 | 9     | 1     | 0      | 0            |
| 40 |      | Rémy Descamps       | Tours FC             | Ligue 2              | 14          | 0           | 0           | 0            | -              | -              | -              | -              | 2                 | 0                 | 0                 | 0                 | 16    | 0     | 0      | 0            |
| 52 |      | Alec Georgen        | Jong AZ              | Jupiler League       | 4           | 0           | 0           | 0            | -              | -              | -              | -              | 0                 | 0                 | 0                 | 0                 | 4     | 0     | 0      | 0            |

## Statistiques

### Statistiques collectives
| Compétition           | Débute au tour   | Termine       | Matches joués | Gagnés | Nuls | Perdus | Buts pour | Buts contre | Différence |
| --------------------- | ---------------- | ------------- | ------------- | ------ | ---- | ------ | --------- | ----------- | ---------- |
| Trophée des champions | Finale           | Vainqueur     | 1             | 1      | 0    | 0      | 2         | 1           | +1         |
| Ligue 1               | -                | Vainqueur     | 38            | 29     | 6    | 3      | 108       | 29          | +79        |
| Ligue des champions   | Phase de groupes | 1/8 de finale | 8             | 5      | 0    | 3      | 27        | 9           | +18        |
| Coupe de la Ligue     | 1/8 de finale    | Vainqueur     | 4             | 4      | 0    | 0      | 12        | 4           | +8         |
| Coupe de France       | 1/32 de finale   | Vainqueur     | 6             | 6      | 0    | 0      | 22        | 5           | +17        |
| Total                 | -                | -             | 57            | 45     | 6    | 6      | 171       | 48          | +123       |

### Statistiques individuelles
(Mis à jour le 19 mai 2018)
| Numéro | Nat. | Nom        | Championnat | Championnat | Championnat    | Championnat | Championnat  | Ligue des champions | Ligue des champions | Ligue des champions | Ligue des champions | Ligue des champions | Coupe de France | Coupe de France | Coupe de France | Coupe de France | Coupe de France | Coupe de la Ligue | Coupe de la Ligue | Coupe de la Ligue | Coupe de la Ligue | Coupe de la Ligue | Trophée des champions | Trophée des champions | Trophée des champions | Trophée des champions | Trophée des champions | Total | Total       | Total          | Total  | Total        |
| Numéro | Nat. | Nom        | M.j.        | But inscrit | Passe décisive | Averti      | Carton rouge | M.j.                | But inscrit         | Passe décisive      | Averti              | Carton rouge        | M.j.            | But inscrit     | Passe décisive  | Averti          | Carton rouge    | M.j.              | But inscrit       | Passe décisive    | Averti            | Carton rouge      | M.j.                  | But inscrit           | Passe décisive        | Averti                | Carton rouge          | M.j.  | But inscrit | Passe décisive | Averti | Carton rouge |
| ------ | ---- | ---------- | ----------- | ----------- | -------------- | ----------- | ------------ | ------------------- | ------------------- | ------------------- | ------------------- | ------------------- | --------------- | --------------- | --------------- | --------------- | --------------- | ----------------- | ----------------- | ----------------- | ----------------- | ----------------- | --------------------- | --------------------- | --------------------- | --------------------- | --------------------- | ----- | ----------- | -------------- | ------ | ------------ |
| 1      |      | Trapp      | 4           | -4          | 0              | 0           | 0            | 0                   | 0                   | 0                   | 0                   | 0                   | 6               | -5              | 0               | 0               | 1               | 4                 | -4                | 0                 | 0                 | 0                 | 0                     | 0                     | 0                     | 0                     | 0                     | 14    | -13         | 0              | 0      | 1            |
| 2      |      | Silva      | 25          | 1           | 1              | 5           | 0            | 6                   | 0                   | 0                   | 0                   | 0                   | 5               | 0               | 0               | 0               | 0               | 2                 | 0                 | 0                 | 0                 | 0                 | 1                     | 0                     | 0                     | 0                     | 0                     | 39    | 1           | 1              | 5      | 0            |
| 3      |      | Kimpembe   | 28          | 0           | 0              | 10          | 2            | 3                   | 0                   | 0                   | 0                   | 0                   | 4               | 0               | 0               | 0               | 0               | 3                 | 0                 | 0                 | 0                 | 0                 | 0                     | 0                     | 0                     | 0                     | 0                     | 38    | 0           | 0              | 10     | 2            |
| 5      |      | Marquinhos | 26          | 0           | 2              | 1           | 0            | 8                   | 0                   | 1                   | 1                   | 0                   | 3               | 1               | 0               | 0               | 0               | 3                 | 1                 | 0                 | 0                 | 0                 | 1                     | 0                     | 0                     | 0                     | 0                     | 41    | 2           | 3              | 2      | 0            |
| 6      |      | Verratti   | 22          | 0           | 3              | 10          | 1            | 8                   | 2                   | 2                   | 3                   | 1                   | 3               | 0               | 2               | 1               | 0               | 4                 | 0                 | 0                 | 0                 | 0                 | 1                     | 0                     | 0                     | 1                     | 0                     | 38    | 2           | 7              | 15     | 2            |
| 7      |      | Lucas      | 5           | 1           | 1              | 1           | 0            | 0                   | 0                   | 0                   | 0                   | 0                   | 0               | 0               | 0               | 0               | 0               | 1                 | 0                 | 0                 | 0                 | 0                 | 0                     | 0                     | 0                     | 0                     | 0                     | 6     | 1           | 1              | 1      | 0            |
| 8      |      | Motta      | 19          | 1           | 1              | 3           | 1            | 4                   | 0                   | 0                   | 1                   | 0                   | 4               | 0               | 0               | 0               | 0               | 0                 | 0                 | 0                 | 0                 | 0                 | 1                     | 0                     | 0                     | 0                     | 0                     | 28    | 1           | 1              | 4      | 1            |
| 9      |      | Cavani     | 32          | 28          | 5              | 3           | 0            | 8                   | 7                   | 1                   | 1                   | 0                   | 5               | 3               | 2               | 0               | 0               | 2                 | 2                 | 0                 | 0                 | 0                 | 1                     | 0                     | 0                     | 0                     | 0                     | 48    | 40          | 8              | 4      | 0            |
| 10     |      | Neymar Jr  | 20          | 19          | 13             | 6           | 1            | 7                   | 6                   | 4                   | 2                   | 0                   | 1               | 2               | 0               | 0               | 0               | 2                 | 1                 | 0                 | 1                 | 0                 | 0                     | 0                     | 0                     | 0                     | 0                     | 30    | 28          | 17             | 9      | 1            |
| 11     |      | Di María   | 30          | 11          | 6              | 1           | 0            | 5                   | 1                   | 1                   | 0                   | 0                   | 6               | 7               | 3               | 0               | 0               | 4                 | 2                 | 2                 | 0                 | 0                 | 0                     | 0                     | 0                     | 0                     | 0                     | 45    | 21          | 12             | 1      | 0            |
| 12     |      | Meunier    | 24          | 4           | 4              | 3           | 0            | 1                   | 0                   | 0                   | 1                   | 0                   | 5               | 0               | 0               | 1               | 0               | 3                 | 1                 | 2                 | 0                 | 0                 | 1                     | 0                     | 0                     | 0                     | 0                     | 34    | 5           | 6              | 5      | 0            |
| 14     |      | Matuidi    | 2           | 0           | 0              | 0           | 0            | 0                   | 0                   | 0                   | 0                   | 0                   | 0               | 0               | 0               | 0               | 0               | 0                 | 0                 | 0                 | 0                 | 0                 | 1                     | 0                     | 0                     | 0                     | 0                     | 3     | 0           | 0              | 0      | 0            |
| 15     |      | Guedes     | 1           | 0           | 0              | 0           | 0            | 0                   | 0                   | 0                   | 0                   | 0                   | 0               | 0               | 0               | 0               | 0               | 0                 | 0                 | 0                 | 0                 | 0                 | 1                     | 0                     | 0                     | 0                     | 0                     | 2     | 0           | 0              | 0      | 0            |
| 16     |      | Areola     | 34          | -25         | 0              | 0           | 0            | 8                   | -9                  | 0                   | 0                   | 0                   | 0               | 0               | 0               | 0               | 0               | 0                 | 0                 | 0                 | 0                 | 0                 | 1                     | -1                    | 0                     | 0                     | 0                     | 43    | -35         | 0              | 0      | 0            |
| 17     |      | Berchiche  | 22          | 2           | 3              | 4           | 0            | 2                   | 0                   | 0                   | 0                   | 0                   | 5               | 0               | 2               | 3               | 0               | 3                 | 0                 | 0                 | 0                 | 0                 | 0                     | 0                     | 0                     | 0                     | 0                     | 32    | 2           | 5              | 7      | 0            |
| 18     |      | Lo Celso   | 33          | 4           | 4              | 2           | 0            | 7                   | 0                   | 2                   | 1                   | 0                   | 4               | 1               | 0               | 1               | 0               | 4                 | 1                 | 0                 | 0                 | 0                 | 0                     | 0                     | 0                     | 0                     | 0                     | 48    | 6           | 6              | 4      | 0            |
| 19     |      | Diarra     | 10          | 0           | 1              | 4           | 0            | 1                   | 0                   | 0                   | 0                   | 0                   | 2               | 0               | 0               | 0               | 0               | 2                 | 0                 | 0                 | 0                 | 0                 | 0                     | 0                     | 0                     | 0                     | 0                     | 15    | 0           | 1              | 4      | 0            |
| 20     |      | Kurzawa    | 20          | 2           | 1              | 1           | 0            | 6                   | 3                   | 2                   | 0                   | 0                   | 1               | 0               | 1               | 0               | 0               | 0                 | 0                 | 0                 | 0                 | 0                 | 1                     | 0                     | 0                     | 0                     | 0                     | 28    | 5           | 4              | 1      | 0            |
| 23     |      | Draxler    | 30          | 4           | 5              | 1           | 0            | 8                   | 0                   | 1                   | 1                   | 0                   | 6               | 0               | 3               | 0               | 0               | 3                 | 1                 | 0                 | 1                 | 0                 | 0                     | 0                     | 0                     | 0                     | 0                     | 47    | 5           | 9              | 3      | 0            |
| 24     |      | Nkunku     | 20          | 4           | 0              | 0           | 0            | 0                   | 0                   | 0                   | 0                   | 0                   | 3               | 1               | 0               | 0               | 0               | 3                 | 0                 | 0                 | 1                 | 0                 | 1                     | 0                     | 0                     | 0                     | 0                     | 27    | 5           | 0              | 1      | 0            |
| 25     |      | Rabiot     | 33          | 1           | 5              | 2           | 0            | 8                   | 1                   | 2                   | 1                   | 0                   | 5               | 1               | 0               | 0               | 0               | 3                 | 1                 | 0                 | 0                 | 0                 | 1                     | 1                     | 0                     | 0                     | 0                     | 50    | 5           | 7              | 3      | 0            |
| 27     |      | Pastore    | 25          | 4           | 6              | 2           | 0            | 3                   | 0                   | 1                   | 0                   | 0                   | 5               | 1               | 0               | 0               | 0               | 3                 | 0                 | 0                 | 0                 | 0                 | 1                     | 0                     | 0                     | 0                     | 0                     | 37    | 5           | 7              | 2      | 0            |
| 29     |      | Mbappé     | 27          | 13          | 7              | 2           | 0            | 8                   | 4                   | 3                   | 1                   | 0                   | 5               | 4               | 3               | 0               | 0               | 4                 | 0                 | 2                 | 0                 | 1                 | 0                     | 0                     | 0                     | 0                     | 0                     | 44    | 21          | 15             | 3      | 1            |
| 32     |      | Alves      | 25          | 1           | 6              | 5           | 1            | 8                   | 2                   | 0                   | 0                   | 0                   | 4               | 0               | 1               | 0               | 0               | 3                 | 1                 | 0                 | 0                 | 0                 | 1                     | 1                     | 1                     | 0                     | 0                     | 41    | 5           | 8              | 5      | 1            |
| 33     |      | Nsoki      | 1           | 0           | 0              | 0           | 0            | 0                   | 0                   | 0                   | 0                   | 0                   | 0               | 0               | 0               | 0               | 0               | 0                 | 0                 | 0                 | 0                 | 0                 | 0                     | 0                     | 0                     | 0                     | 0                     | 1     | 0           | 0              | 0      | 0            |
| 33     |      | Rimane     | 1           | 0           | 0              | 0           | 0            | 0                   | 0                   | 0                   | 0                   | 0                   | 0               | 0               | 0               | 0               | 0               | 0                 | 0                 | 0                 | 0                 | 0                 | 0                     | 0                     | 0                     | 0                     | 0                     | 1     | 0           | 0              | 0      | 0            |
| 37     |      | Weah       | 3           | 0           | 0              | 1           | 0            | 0                   | 0                   | 0                   | 0                   | 0                   | 0               | 0               | 0               | 0               | 0               | 0                 | 0                 | 0                 | 0                 | 0                 | 0                     | 0                     | 0                     | 0                     | 0                     | 3     | 0           | 0              | 1      | 0            |
| 38     |      | Adli       | 1           | 0           | 0              | 0           | 0            | 0                   | 0                   | 0                   | 0                   | 0                   | 0               | 0               | 0               | 0               | 0               | 0                 | 0                 | 0                 | 0                 | 0                 | 0                     | 0                     | 0                     | 0                     | 0                     | 1     | 0           | 0              | 0      | 0            |

## Affluence et télévision

### Affluence
Affluence du Paris SG à domicile